# Ober-Grafendorf
Ober-Grafendorf est une commune autrichienne du district de Sankt Pölten-Land en Basse-Autriche.